# Mutations
Mutations (с англ. — «Мутации») — шестой студийный альбом американского музыканта Бека, выпущенный 3 ноября 1998 года на лейбле DGC Records. Хотя он был менее успешен, чем предыдущий релиз музыканта, Odelay, лонгплей получил премию «Грэмми» в категории «Лучший альтернативный музыкальный альбом» в 2000 году.

## История создания
Альбом был спродюсирован Найджелом Годричем, который был хорошо известен по сотрудничеству с группой Radiohead. Стиль производства сильно отличался от предыдущей пластинки Бека — Odelay, которая записывалась под сильным влиянием хип-хопа и содержала много семплов. Так, во время работы над альбомом были использованы такие нетипичные для музыканта инструменты, как синтезатор Moog, акустические гитары и струнные аранжировки. Тематика песен альбома также стала гораздо более мрачной и серьезной, в сравнении с Odelay, что отразилось в композициях «Nobody’s Fault but My Own» и «Dead Melodies».
Название мутации может быть отсылкой к влиятельной бразильской группе конца 1960-х годов — Os Mutantes. Песня «Tropicalia» схожа по звучанию с произведениями бразильских музыкантов той эпохи в жанре тропикалия.
На обложке альбома изображена фотография Бека запутавшегося в полиэтиленовой пленке. Она была сделана известным музыкальным фотографом Отем де Уайлдом. Художественным директором изображений пластинки выступил абстракционист Роберт М. Фишер. Декорации и скульптуры для фотографий были сделаны Тимом Хокинсоном.

## Выпуск и отзывы
| Оценки критиков      | Оценки критиков |
| Источник             | Оценка          |
| -------------------- | --------------- |
| AllMusic             | [ 3 ]           |
| Entertainment Weekly | B               |
| The Guardian         | [ 5 ]           |
| Los Angeles Times    | [ 6 ]           |
| NME                  | 8/10            |
| Pitchfork            | 9.0/10          |
| Q                    | [ 9 ]           |
| Rolling Stone        | [ 10 ]          |
| Spin                 | 8/10            |
| The Village Voice    | A−              |

Перед началом записи Mutations Бек получил разрешение от мейджор-лейбла, с которым он сотрудничал, Geffen Records, выпустить альбом на небольшом инди-лейбле Bong Load Records. Однако, когда руководители Geffen услышали альбом, они отказались от своего обещания и выпустили запись самостоятельно. Это привело к иску, поданному музыкантом к своему лейблу.
В поддержку альбома было выпущено три сингла: «Tropicalia», «Cold Brains» (только в Австралии) и «Nobody’s Fault but My Own» (только в Японии). Ни для одного из синглов не было снято музыкальных видео. Тем не менее, для продвижении пластинки Бек выступил в передаче «Saturday Night Live», где исполнил песни «Tropicalia» и «Nobody’s Fault but My Own».
Альбом добрался до 13-го места в американском чарте Billboard 200, впоследствии получив «золотой» статус в США, помимо этого он достиг 23-й и 24-й позиции в чартах Австралии и Великобритании, соответственно. По состоянию на июль 2008 года, продажи Mutations составляют 586 000 копий в США. По данным на 1999 год было продано более миллиона копий альбома по всему миру.
Альбом был тепло встречен музыкальными критиками. Он получил четыре звезды из пяти в рецензии журнала Rolling Stone и 9 из 10 в обзоре от Pitchfork Media. Публицист портала AllMusic Томас Уорд назвал Mutations «одной из лучших пластинок 1990-х».

## Список композиций
Слова и музыка всех песен — Беком.
| №   | Название                                                                       | Длительность |
| --- | ------------------------------------------------------------------------------ | ------------ |
| 1.  | «Cold Brains»                                                                  | 3:41         |
| 2.  | «Nobody's Fault but My Own»                                                    | 5:02         |
| 3.  | «Lazy Flies»                                                                   | 3:44         |
| 4.  | «Canceled Check»                                                               | 3:14         |
| 5.  | «We Live Again»                                                                | 3:05         |
| 6.  | «Tropicalia»                                                                   | 3:20         |
| 7.  | «Dead Melodies»                                                                | 2:36         |
| 8.  | «Bottle of Blues»                                                              | 4:56         |
| 9.  | «O Maria»                                                                      | 3:59         |
| 10. | «Sing It Again»                                                                | 4:19         |
| 11. | «Static» (ends at 4:20, with hidden track "Diamond Bollocks" starting at 5:18) | 11:20        |

### Бонусные треки
Ряд бонусных треков были выпущены в издания альбома в других странах.
- «Electric Music and the Summer People» (12-й трек на японской версии альбома).
- «Diamond Bollocks» (13-й трек на японской версии альбома, а также скрытый трек на американской версии).
- «Runners Dial Zero»: (13-й трек в версии выпущенной на территории Великобритании и Германии, а также 14-й трек в версии выпущенной на территории Японии).
- «Halo of Gold» (14-й трек на ограниченной версии альбома выпущенной в Германии).
- «Black Balloon» (15-й трек на ограниченной версии альбома выпущенной в Германии).

## Участники записи
| - Бек – гитара, губная гармоника, фортепиано, колокольчики, синтезатор, вокал, продюсер - Эллиот Кэйн – труба - Дэвид Кэмпбелл – аранжировки, дирижёр, альт - Ларри Корбетт – виолончель - Уоррен Клейн – ситар, танпура - Боб Людвиг – мастеринг - Дэвид Релайк – флейта, тромбон - Найджел Годрич – продюсирование, микширование | - Смоки Хормел – гитара, перкуссия, бэк-вокал, куика - Джоуи Уоронкер – перкуссия, ударные, программирование ударных - Роберт М. Фишер – арт-директор - Джастин Мелдал-Джонсен – бас-гитара, перкуссия, бэк-вокал - Роджер Маннинг – синтезатор, орган, клавишные, клавесин, бэк-вокал, перкуссия - Джон Соренсон – ассистент звукоинженера - Чарли Гросс – фотографии - Отем де Уайлд – фотографии |

## Чарты и сертификация
| Чарт (1998–99)                      | Высшая позиция |
| ----------------------------------- | -------------- |
| Австралия (ARIA)                    | 24             |
| Канада (Canadian Albums Chart)      | 6              |
| Финляндия (Suomen virallinen lista) | 40             |
| Франция (SNEP)                      | 36             |
| Германия (Media Control)            | 49             |
| Новая Зеландия (RMNZ)               | 24             |
| Норвегия (VG-lista)                 | 18             |
| Швеция (Sverigetopplistan)          | 29             |
| Швейцария (Schweizer Hitparade)     | 46             |
| Великобритания (UK Albums Chart)    | 24             |
| США (Billboard 200)                 | 13             |

| Регион | Сертификация | Продажи  |
| --- | ------------ | -------- |
| Канада (Music Canada) | Платиновый   | 100 000^ |
| Япония (RIAJ) | Золотой      | 100 000^ |
| Великобритания (BPI) | Золотой      | 100 000* |
| США (RIAA) | Золотой      | 500 000^ |
| * Данные о продажах приведены только на основе сертификации. ^ Данные о тиражах приведены только на основе сертификации. |              |          |